# Triathlon aux Jeux olympiques d'été de 2004
Navigation
Sydney 2000 Pékin 2008
Cette page présente les résultats des compétitions de triathlon aux Jeux olympiques d'été de 2004.

## Lieu des compétitions
Les deux épreuves auront lieu dans la région de Vouliagmeni, au sud d'Athènes.

## Femmes
L'épreuve féminine s'est déroulée le mercredi 25 août 2004

### Classement
| Classement                          | Nom               | Pays        | Temps           |
| ----------------------------------- | ----------------- | ----------- | --------------- |
| Médaille d'or, Jeux olympiques      | Kate Allen        | Autriche    | 2 h 04 min 43 s |
| Médaille d'argent, Jeux olympiques  | Loretta Harrop    | Australie   | 2 h 04 min 50 s |
| Médaille de bronze, Jeux olympiques | Susan Williams    | États-Unis  | 2 h 05 min 08 s |
| 4                                   | Kathleen Smet     | Belgique    | 2 h 05 min 35 s |
| 5                                   | Nadia Cortassa    | Italie      | 2 h 05 min 45 s |
| 6                                   | Michelle Dillon   | Royaume-Uni | 2 h 06 min 00 s |
| 7                                   | Ana Burgos        | Espagne     | 2 h 06 min 02 s |
| 8                                   | Vanessa Fernandes | Portugal    | 2 h 06 min 15 s |

Autres participantes :

9e : Barbara Lindquist  États-Unis (2 h 06 min 24 s)

10e : Brigitte McMahon  Suisse (2 h 07 min 07 s)

11e : Anja Dittmer  Allemagne (2 h 07 min 24 s)

12e : Akiko Sekine  Japon (2 h 07 min 34 s)

13e : Pilar Hidalgo  Espagne (2 h 07 min 35 s)

14e : Kiyomi Niwata  Japon (2 h 07 min 42 s)

15e : Beatrice Lanza  Italie (2 h 07 min 59 s)

16e : Joelle Franzmann  Allemagne (2 h 08 min 16 s)

17e : Elizabeth May  Luxembourg (2 h 08 min 29 s)

18e : Samantha Warriner  Nouvelle-Zélande (2 h 08 min 42 s)

19e : Nicola Spirig  Suisse (2 h 08 min 44 s)

20e : Machiko Nakanishi  Japon (2 h 08 min 51 s)

21e : Silvia Gemignani  Italie (2 h 08 min 56 s)

22e : Mieke Suys  Belgique (2 h 09 min 12 s)

23e : Sheila Taormina  États-Unis (2 h 09 min 21 s)

24e : Ainhoa Murúa  Espagne (2 h 09 min 27 s)

25e : Wieke Hoogzaad  Pays-Bas (2 h 09 min 47 s)

26e : Lenka Zemanová  Tchéquie (2 h 09 min 54 s)

27e : Samantha McGlone  Canada (2 h 10 min 14 s)

28e : Eva Maria Dollinger  Autriche (2 h 10 min 19 s)

29e : Tracy Looze  Pays-Bas (2 h 10 min 35 s)

30e : Julie Dibens  Royaume-Uni (2 h 11 min 46 s)

31e : Olga Generalova  Russie (2 h 11 min 48 s)

33e : Rina Hill  Australie (2 h 11 min 58 s)

34e : Jodie Swallow  Royaume-Uni (2 h 15 min 06 s)

35e : Carol Montgomery  Canada (2 h 15 min 25 s)

37e : Mariana Ohata  Brésil (2 h 16 min 54 s)

38e : Erika Molnár  Hongrie (2 h 17 min 53 s)

39e : Jill Savege  Canada (2 h 18 min 10 s)

44e : Delphine Pelletier  France (2 h 22 min 39 s)

Carla Moreno  Brésil : Abandon

Sandra Soldan  Brésil : Abandon

Maxine Seear  Australie : Abandon

Lucie Zelenková  Tchéquie : Abandon

## Hommes
L'épreuve masculine s'est déroulée le jeudi 26 août 2004

### Classement
| Classement                          | Nom               | Pays             | Temps           |
| ----------------------------------- | ----------------- | ---------------- | --------------- |
| Médaille d'or, Jeux olympiques      | Hamish Carter     | Nouvelle-Zélande | 1 h 51 min 07 s |
| Médaille d'argent, Jeux olympiques  | Bevan Docherty    | Nouvelle-Zélande | 1 h 51 min 15 s |
| Médaille de bronze, Jeux olympiques | Sven Riederer     | Suisse           | 1 h 51 min 33 s |
| 4                                   | Greg Bennett      | Australie        | 1 h 51 min 41 s |
| 5                                   | Frédéric Belaubre | France           | 1 h 52 min 00 s |
| 6                                   | Andreas Raelert   | Allemagne        | 1 h 52 min 35 s |
| 7                                   | Rasmus Henning    | Danemark         | 1 h 52 min 37 s |
| 8                                   | Olivier Marceau   | Suisse           | 1 h 52 min 44 s |

Autres participants :

9e : Hunter Kemper  États-Unis (1 h 52 min 46 s)

10e : Simon Thompson  Australie (1 h 52 min 47 s)

11e : Simon Whitfield  Canada (1 h 53 min 15 s)

12e : Carl Blasco  France (1 h 53 min 20 s)

13e : Hirokatsu Tayama  Japon (1 h 53 min 28 s)

14e : Stéphane Poulat  France (1 h 53 min 50 s)

15e : Igor Sysoev  Russie (1 h 53 min 50 s)

16e : Andrew Johns  Royaume-Uni (1 h 54 min 15 s)

17e : Danylo Sapunov  Ukraine (1 h 54 min 33 s)

18e : Tim Don  Royaume-Uni (1 h 54 min 42 s)

19e : Maik Petzold  Allemagne (1 h 54 min 50 s)

20e : Eneko Llanos  Espagne (1 h 54 min 52 s)

21e : Marko Albert  Estonie (1 h 55 min 26 s)

22e : Andy Potts  États-Unis (1 h 55 min 36 s)

23e : Iván Raña  Espagne (1 h 55 min 44 s)

24e : Peter Robertson  Australie (1 h 55 min 44 s)

25e : Dmitriy Gaag  Kazakhstan (1 h 56 min 28 s)

26e : Sebastian Dehmer  Allemagne (1 h 57 min 01 s)

27e : Victor Plata  États-Unis (1 h 57 min 09 s)

28e : Daniel Fontana  Italie (1 h 57 min 14 s)

29e : Filip Ospalý  Tchéquie (1 h 57 min 17 s)

30e : Volodymyr Polikarpenko  Ukraine (1 h 57 min 39 s)

31e : Leandro Macedo  Brésil (1 h 57 min 39 s)

32e : Hiroyuki Nishiuchi  Japon (1 h 57 min 43 s)

33e : Nathan Richmond  Nouvelle-Zélande (1 h 58 min 00 s)

34e : Paulo	Miyashiro  Brésil (1 h 58 min 15 s)

35e : Tyler Butterfield  Bermudes (1 h 58 min 26 s)

36e : Gilberto González  Venezuela (1 h 59 min 12 s)

39e : Brent McMahon  Canada (1 h 59 min 44 s)

40e : Reto Hug  Suisse (2 h 01 min 40 s)

42e : Martin Krňávek  Tchéquie (2 h 02 min 54 s)

45e : Marc Jenkins  Royaume-Uni (2 h 05 min 33 s)

Conrad Stoltz  Afrique du Sud : Abandon

Andriy Glushchenko  Ukraine : Abandon

Xavier Llobet  Espagne : Abandon